# Anton Luli
Pour les articles homonymes, voir Luli.
Compléments
La grande partie de son ministère pastoral (42 ans) fut fait dans la clandestinité
Anton Luli, né à Lezhë (Albanie) le 15 juin 1910 et décédé le 9 mars 1998 à Rome, est un prêtre jésuite albanais. Il passe plus de 42 ans dans des prisons albanaises et camps de rééducation avant de pouvoir exercer durant quelques années son ministère sacerdotal.

## Biographie
Luli est ordonné prêtre en 1946. Peu après son ordination sacerdotale la république populaire d'Albanie est instaurée (10 janvier 1946) dans son pays: le parti communiste d’Enver Hoxha exerce le pouvoir de manière absolue. Le pays est bientôt une dictature à l’idéologie activement athée.
Il est curé de la paroisse de Shkreli depuis un an et demi lorsqu’il est arrêté le 19 décembre 1947 pour activités contre l’état et propagande anti-communiste. Il est condamné comme ‘espion du Vatican’. Il passe 17 ans en prison, incarcéré dans ce qui est une toilette, fréquemment torturé au courant électrique, dénudé et pendu la tête en bas, pour le contraindre à ‘faire une confession sincère de ses crimes’. Plus tard Luli fut interné dans un ‘camp de travail’ près de la ville de Kavajë.
En 1979 Luli est arrêté pour la deuxième fois et incarcéré à Shkodër. Il connait à nouveau la torture et est condamné à  mort le 6 novembre 1979 pour ‘sabotage et propagande antigouvernementale’. Mais deux jours plus tard la peine est commuée en 25 ans de prison.
Il connait finalement la liberté lors d’une ’année de l’amnistie’, en 1989. Il a alors 79 ans. Alors qu’il approche de l’âge de 80 ans il célèbre sa première messe qui ne soit pas clandestine. Malgré son âge et une santé déficiente il reprend avec joie du service pastoral. Luli est curé à Shënkoll, près de Lezhë, et ensuite à Tirana.
En novembre 1996 il est invité au Vatican, avec d’autres également ordonnés prêtres en 1946, à célébrer avec lui les 50 ans de sacerdoce du pape Jean-Paul II, ordonné prêtre le 1er novembre 1946. Celui qui, durant 42 ans, n’a pu exercer aucun ministère sacerdotal, donna un témoignage personnel: « ainsi s’est écoulée ma vie, mais je n'ai jamais, dans mon cœur, entretenu des sentiments de haine. Après l'amnistie, un jour, je rencontrai un de mes tortionnaires. Intérieurement je me suis senti poussé à le saluer, et je l’ai embrassé... Religieusement j’ai appris que la fidélité au Seigneur Jésus est le plus important dans la vie d'un jésuite et parfois vous devez payer un prix élevé, même la vie elle-même ».
Anton Luli meurt le 9 mars 1998 à la résidence du Gesù, à Rome.